# Jewgeni Nikolajewitsch Grigorjew (Politiker)

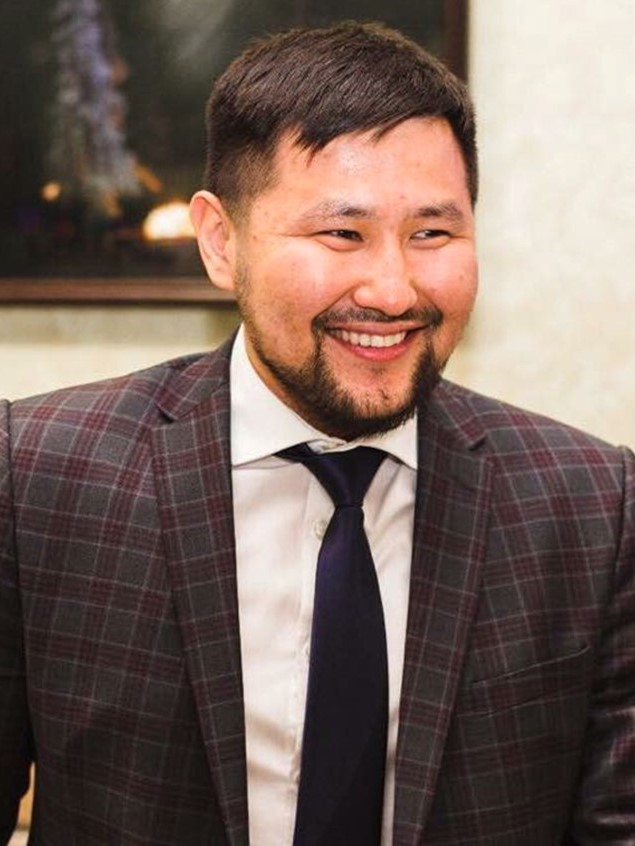
Jewgeni Grigorjew

Jewgeni Nikolajewitsch Grigorjew (russisch Евгений Николаевич Григорьев; * 5. Oktober 1985 im Dorf Diring, Tschuraptschinski rajon, Jakutische ASSR, RSFSR, Sowjetunion) ist seit dem 2. April 2021 Leiter des Stadtkreises der Stadt Jakutsk. Er ist Mitglied der Partei Einiges Russland.

## Leben
Im Jahr 2008 absolvierte Grigorjew die Staatliche Technische Universität Moskau im Fach Organisationsmanagement mit Spezialisierung auf die staatliche Regulierung wirtschaftlicher Ressourcen. Im Jahr 2015 absolvierte er an der Moskauer Staatlichen Juristischen Universität ein Bachelor-Diplom im Fach Jurisprudenz. Im Jahr 2016 absolvierte er die Russische Akademie für Volkswirtschaft und öffentlichen Dienst.
Im Jahr 2017 wurde er zum Direktor des Projektmanagements der staatlichen autonomen Fachoberschule Höhere Schule für innovatives Management unter dem Leiter der Republik Sacha (Jakutien) ernannt. Im Jahr 2018 wurde er zum Generaldirektor der OO MSZ Agentur für territoriale Entwicklung der Stadt Jakutsk ernannt. Im Jahr 2019 wurde er zum stellvertretenden Leiter der Stadt Jakutsk für die Entwicklung von Territorien ernannt. Im Jahr 2021 wurde er zum ersten stellvertretenden Leiter der Stadt Jakutsk für die Entwicklung von Territorien ernannt. Am 2. April 2021 wurde er zum amtierenden Stadtoberhaupt von Jakutsk ernannt, im selben Jahr wurde er zum Oberhaupt des Stadtkreises der Stadt Jakutsk gewählt.